# Muzeum Zabawek w Kudowie-Zdroju
Muzeum Zabawek w Kudowie-Zdroju – prywatne muzeum położone w Kudowie-Zdroju.
Placówka powstała w grudniu 2002 roku. W lipcu 2010 roku powstała filia muzeum w Krynicy-Zdroju przy ul. Piłsudskiego 2.
Aktualnie na zbiory muzeum składają się historyczne zabawki, począwszy od starożytności po lata 80. XX wieku, przy czym większość eksponatów pochodzi z XIX i XX wieku. Wśród eksponatów znajdują się m.in. teatrzyki i lalki do nich, szopki bożonarodzeniowe, klocki, zabawki mechaniczne, blaszane, tekstylne (lalki, zwierzęta), drewniane oraz gliniane, militaria (żołnierzyki) itp.
Zbiory muzeum były wielokrotnie prezentowane poza jego siedzibą, m.in. w Muzeum Ziemi Kłodzkiej w Kłodzku, na Zamku Książ w Wałbrzychu oraz Zamku Książąt Pomorskich w Szczecinie. W 2012 roku jako jedyne muzeum z Polski otrzymało ono zaproszenie do uczestnictwa w Światowym Kongresie Muzeów Zabawek w Stambule.
Muzeum jest obiektem całorocznym, czynnym przez cały tydzień. Wstęp jest płatny.